# Station Port Town-higashi
Station Port Town-higashi (ポートタウン東駅, Port Town-higashi-eki) is een metrostation in de wijk Suminoe-ku in de Japanse stad Osaka. Het wordt aangedaan door de Nanko Port Town-lijn. Het station heeft twee sporen, gelegen aan een enkel eilandperron.

## Treindienst

### Nanko Port Town-lijn(stationsnummer P13)
| 1 | ■ Nanko Port Town-lijn | richting Suminoekōen             |
| 2 | ■ Nanko Port Town-lijn | richting Nakafuto en Cosmosquare |

## Geschiedenis
Het station werd in 1981 geopend.

## Overig openbaar vervoer
Bussen 17 en 44 van het stadsnetwerk van Ōsaka en een langeafstandsbus naar de luchthaven Kansai.

## Stationsomgeving
- Centraal park van Nankō
- Nankō Port Town Shopping Center (winkelcentrum)
- McDonald's

Cosmosquare · Trade Center-mae ·  Nakafutō · Port Town-nishi · Port Town-higashi ·  Ferry Terminal · Nankō-higashi · Nankōguchi · Hirabayashi · Suminoekōen